# خیزش‌های پروسی

قبیله‌های بالتیک و پروسی حدود سال ۱۲۰۰

خیزش‌های پروسی دو خیزش بزرگ و سه خیزش کوچک‌تر توسط پروسی‌های باستان، یکی از تیره‌های بالتیک، ضد شوالیه‌های تتونیک بود که در سدهٔ سیزدهم میلادی در میانهٔ جنگ صلیبی پروسی رخ داد. فرقهٔ نظامی صلیبی که پشتیبانی پاپ و اروپای مسیحی را داشت، به دنبال فتح و تغییر مذهب پروسی‌های بت‌پرست بود. در ده سال نخست جنگ صلیبی، پنج‌تا از هفت قبیلهٔ اصلی پروسی تحت چیرگی شوالیه‌های تتونیک درآمدند. هرچند در پنج موقعیت پروسی‌ها ضد فاتحانشان شوریدند.
نخستین خیزش پشتیبانی دوک سویتوپلک دوم، دوک پومرانی را داشت. در ابتدا پروسی‌ها موفق بودند و شوالیه‌ها تنها پنج دژ نیرومند در دست داشتند. دوک سپس با چندین شکست نظامی مواجه شد و در نهایت مجبور به صلح کردن با شوالیه‌ها شد. از آنجایی که پشتیبانی دوک سویتوپلک از پروسی‌ها شکسته شد، پیشوای پاپ اینوسنت چهارم میان پروسی‌ها و شوالیه‌ها مذاکرهٔ پیمان صلح را کرد. این پیمان هرگز مورد احترام قرار نگرفت و اجرا نشد، به‌ویژه پس از پیروزی پروسی در نبرد کروکن در پایان سال ۱۲۴۹.
خیزش دوم، که در تاریخ‌نگاری به عنوان «خیزش بزرگ پروسی» شناخته می‌شود، توسط نبرد دوربه، بزرگ‌ترین شکست شوالیه‌های تتونیک در سدهٔ سیزدهم میلادی برانگیخته شد. این خیزش درازترین، بزرگ‌ترین و تهدیدکننده‌ترین خیزش ضد فرقهٔ تتونیک بود، که در آن باری دیگر تنها پنج‌تا از نیرومندترین دژهایشان را در دست داشتند. نیروهای پشتیبان شوالیه‌ها با وجود تشویق از سوی پاپ اوربان چهارم به کندی می‌رسیدند و موقعیت شوالیه‌ها رو به بدتر شدن بود. پروسی‌ها یکپارچگی و راهبرد مشترک نداشتند و سرانجام در سال ۱۲۶۵ نیروهای پشتیبان به پروس رسیدند. قبایل پروسی یکی یکی تسلیم شدند و خیزش در سال ۱۲۷۴ پایان یافت.
سه خیزش کوچک پس از آن بر کمک‌های خارجی متکی بودند و در حدود یک یا دو سال سرکوب شدند. واپسین خیزش در سال ۱۲۹۵ به‌طور کارآمدی جنگ صلیبی پروسی را پایان داد و پروس به یک سرزمین مسیحی و آلمانی-زبان تبدیل شد و پروسی‌های بومی و ساکنان از دیگر سرزمین‌های آلمانی را همسان‌سازی کرد.

## زمینه
اگرچه پروسی‌ها توانستند تهاجم‌های نخستین توسط فرقه دوبژین را دفع کنند، توسط لهستانی‌ها و روتنی‌ها از جنوب‌خاوری و شوالیه‌های تتونیک از باختر، از آن‌ها بیشتر بودند. فرقهٔ تتونیک توسط کنراد یکم لهستان در سال ۱۲۲۶ به کولمرلند فراخوانده شد که شماری از حملات و جنگ‌های صلیبی را ضد پروسی‌ها آغاز کردند و سپس از شوالیه‌های درخواست کردند از آن‌ها در برابر حملات کین‌جویانه پروسی‌ها محافظت کنند. شوالیه‌های تتونیک که با جنگ‌های صلیبی در سرزمین مقدس مشغول بودند، در سال ۱۲۳۰ رسیدند. نخستین وظیفهٔ آنان ساختن یک پایگاه در ساحل چپ ویستولا در وگلسنگ، مخالف تورون بود که یک سال بعد کامل شد. شوالیه‌ها به رهبری هرمن بالک، اشتباه‌های فرقهٔ پیشین را تکرار نکردند و به سوی خاور و جنگل درونی نرفتند. آن‌ها قلعه‌های مستحکم چوبی (و سپس آجر و سنگ) در کنار رودهای اصلی می‌ساختند و تالاب ویتسولا به عنوان پایه‌ای برای گسترش‌های آینده خدمت می‌کرد. در میان سال‌های ۱۲۳۱ و ۱۲۴۲، چهل قلعه همانند ساخته شدند. پروسی‌ها در بدست آوردن این قلعه‌ها با مشکلات عمده‌ای مواجه شدند زیرا آن‌ها تنها با مبارزه در زمین‌های باز آشنا بودند. بیشتر درگیری‌ها یا در تابستان یا زمستان رخ داد. شوالیه‌های سنگین‌زره توانایی رفتن و مبارزه در زمین‌های خیس از آب برف‌های ذوب‌شده یا باران پاییزه را نداشتند. مأموریت‌های تابستانی خطرناک‌ترین بودند زیرا شوالیه‌ها بلافاصله در سرزمین‌های فتح‌شده قلعه می‌ساختند. راهبرد شوالیه‌های تتونیک موفقیت‌آمیز بود: در ده سال، پنج‌تا از هفت قبیلهٔ اصلی پروسی تحت چیرگی شوالیه‌های تتونیک درآمدند. هرچند، پروسی‌ها در برابر فاتحانشان ایستادند که منجر به پنح خیزش در طول پنجاه سال شد.

## نخستین خیزش پروسی (۱۲۴۲–۱۲۴۹)
نخستین خیزش پروسی تحت تأثیر سه رویداد بود. نخست، شوالیه‌های لیوونی، زیرمجموعه‌ای از شوالیه‌های تتونی، نبرد روی یخ در دریاچه پیپوس را به الکساندر نوسکی در آوریل ۱۲۴۲ باختند. دوم، جنوب لهستان به دلیل تهاجم مغول‌ها در سال ۱۲۴۱ ویران شد؛ لهستان در نبرد لگنیکا شکست خورد و شوالیه‌های تتونیک یکی از قابل اعتمادترین متحدان خود که اغلب نیروها را تأمین می‌کرد، از دست دادند. سوم، دوک سوانتوپوک دوم پومرانی در حال جنگیدن ضد شوالیه‌ها بود، که شوالیه‌ها از ادعای پادشاهی برادرش حمایت می‌کردند. گفته می‌شود که قلعه‌های نوی شوالیه‌ها با سرزمین‌های او بر سر راه‌های تجاری در امتداد رودخانه ویستولا رقابت می‌کردند.
پروسی‌ها دژهای تتونیک را محاصره کردند و توانستند به جز البلنگ و بالگا در مناطق خاوری ناتانگیا، بارتا و وارمیا و تورون، خئومنو و رهدن (رادزن خومینسکی) در مناطق باختری بقیه دژها را بگیرند. در دسامبر ۱۲۴۲، شوالیه‌ها موفق شدند سارتویتسه، دژ سوانتوپوک در ساحل‌های ویستولا را اشغال کنند. محاصرهٔ پنج-هفته‌ای سارتویتسه نتوانست دژ را بازپس بگیرد و سوانتوپوک ۹۰۰ تن از نیروهایش را از دست داد. در بهار ۱۲۴۳، سوانتوپولک قلعهٔ ناکل (ناکوو ناد نوتچو) را نیز از دست داد. در مواجه با این خسارات، دوک مجبور به آتش‌بس کوتاه‌مدت شد. در تابستان سال ۱۲۴۳، پروسی‌ها با کمک سودووی‌ها به کولمرلند حمله کردند و در راه برگشت، شوالیه‌های تتونی در حال تعقیب را در کرانه‌های رود اوسا شکست دادند. حدود ۴۰۰ سرباز تتونی به همراه سرلشکرشان به هلاکت رسیدند. سوانتوپولک که از شکست دلگرم شده بود، ارتشی متشکل از ۲۰۰۰ نفر را گردهم آورد و کولم (خومنو) را به محاصره ناموفق درآورد.